# 小沙果胡同
小沙果胡同，是位于中国北京市西城区中部的一条胡同。现已无存。

## 简介
小沙果胡同为曲折走向，东到大沙果胡同，西到闹市口北街，北到太平桥大街。全长230米，平均宽4米。明朝称“砂锅刘胡同”，因为胡同内有善于经营砂锅的刘姓而得名。清朝分成东西两部，东部演变称为“大砂锅琉璃胡同”，西部演变称为“小砂锅琉璃胡同”。1911年之后，西部改称“小砂锅胡同”，后来演变称为“小沙果胡同”。1965年北京市整顿地名，将泰康里并入。1990年代拆除，原址建中国工商银行总行。